# AnyDVD
AnyDVD era un programma, prodotto dalla RedFox, che permette di eliminare le protezioni da CD, DVD, HD DVD e Blu-ray.
Dal punto di vista tecnico, è un driver che lavora in background allo scopo di rimuovere i sistemi di protezione. In tal modo, i file protetti presenti sui supporti citati possono essere utilizzati e copiati senza alcuna limitazione.
Sono disponibili  sia la versione AnyDVD che la versione AnyDVD HD, con il vantaggio, per quanto riguarda quest'ultima rispetto alla prima, di poter trattare HD DVD e Blu-ray. In realtà il file di installazione è il medesimo, l'una o l'altra versione vengono attivate in base al numero di licenza che viene inserito.
RedFox collaborava con Elaborate Bytes per avere sul suo sito altri programmi che sono : 
Clone BD - CloneDVD - Virtual CloneDrive